# 市川局
市川局（いちかわのつぼね、生年不詳 - 天正13年3月6日（1585年4月5日））は、戦国時代から安土桃山時代にかけての女性。毛利氏の重臣で周防高嶺城番や山口奉行を務めた市川経好の正室。父は諸説あり、吉川氏一門の石経守の娘とする説と、宮庄基友の娘とする説がある。法名は「篤隆妙張禅定尼」。

## 生涯
生年は不明だが、安芸国の国人・吉川氏の一門である石経守、または、宮庄基友の娘として生まれ、同じく吉川氏一門である市川経好と婚姻する。
永禄12年（1569年）、夫の市川経好が筑前立花城攻略に出陣した隙を突いて、豊後の戦国大名・大友宗麟の支援を得た大内輝弘が豊後より10月10日に周防へ侵攻。大内氏残党の支援も得た輝弘は10月12日に山口を制圧し、高嶺城を包囲・攻撃する。この際、城番である市川経好は九州に在陣中のため不在であったため、内藤就藤や山県元重、粟屋元種、国清寺の住持・竺雲恵心らがわずかな城兵でその留守を守っていたが、在郷の士である有馬世澄、津守輔直、寺戸対馬守らが乗福寺の代僧と共に急遽登城して籠城に加わり、市川局も甲冑や長刀で武装して女中を従え、城兵を鼓舞して10日余の激戦に耐えて高嶺城を守りきった。輝弘は城を落とすことはできず、九州より反転してきた毛利軍の前に敗北、10月25日に自害することとなった（大内輝弘の乱）。
天正5年（1577年）閏7月16日、毛利輝元から先年の大内輝弘の乱における市川局の活躍について「まことにまことに比類なく候」と称賛する書状を送られる。
天正12年（1584年）10月29日に夫の市川経好が死去すると、その後を追うように、天正13年（1585年）3月6日に死去。法名は「篤隆妙張禅定尼」。